# Gobernador Dupuy (departement)
Gobernador Dupuy is een departement in de Argentijnse provincie San Luis. Het departement (Spaans:  departamento) heeft een oppervlakte van 19.632 km² en telt 11.120 inwoners.

## Plaatsen in departement Gobernador Dupuy
- Anchorena
- Arizona
- Bagual
- Batavia
- Buena Esperanza
- Fortín El Patria
- Fortuna
- Navia
- Nueva Galia
- Unión